# Homonota andicola
Espèce
Homonota andicola est une espèce de geckos de la famille des Phyllodactylidae.

## Répartition
Cette espèce est endémique d'Argentine. Elle se rencontre entre les villes d'Angualasto dans la province de San Juan et d'Uspallata dans la province de Mendoza.

## Publication originale
- Cei, 1978 :  Homonota andicola, nueva especie de Gekkonidae (Sauria, Reptilia) de la regiôn Andina de Uspallata, Argentina. Publicaciones Ocasionales Instituto de Biologia Animal, Universidad Nacional de Cuyo, Mendoza, Argentina, no 1, p. 1—2.